# ГЕС Kandadji
ГЕС Kandadji — гідроелектростанція, яка споруджується на заході Нігеру за 180 км на північний захід від столиці країни міста Ніамей. У випадку завершення ввійде до складу каскаду на річці Нігер (дренує велику частину західної Африки та впадає в Гвінейську затоку), наступним ступенем якого є ГЕС Каїнджі на території Нігерії.
Проектом передбачається спорудження земляної греблі висотою до 28 метрів та довжиною 8,5 км, яка утримуватиме велике водосховище із об'ємом 1,6 млрд м3. Станція потужністю 125 МВт повинна забезпечити виробництво 565 (за іншими даними — 629) млн кВт-год електроенергії на рік. Крім того, гідрокомплекс надасть можливість для іригації 45 тисяч гектарів земель у цій пустельній країні.
Церемонію урочистого початку робіт провели ще у 2008 році. В 2010-му генеральний підряд надали російській компанії «Зарубежводстрой», яка станом на середину 2013-го виконала лише 6 % запланованих робіт, накопичивши відставання від графіку на 17 місяців. Це стало підставою для розриву контракту, проте наступні пошуки нового підрядника затягнулись на роки.
Ще однією проблемою є переселення місцевих мешканців, землі яких потрапляють у зону затоплення. Перший етап, що охопив 5500 осіб та розпочався у 2012-му, внаслідок поганої організації призвів до невдоволення переселенців (всього ж потрібно буде перемістити 33 тисячі осіб).
Загальна вартість проекту, до фінансування якого долучався Світовий банк, оцінюється у майже 800 млн доларів США.